# دابليو موتورز
دابليو موتورز (w motors) هي شركة سيارات مقرها دبي، أنشئت في الأصل في بيروت، لبنان عام 2012 من قبل رالف آر. دباس. وكانت دابليو موتورز أول مصنع لبناني للسيارات الرياضية، وهي أول شركة في الشرق الأوسط لصناعة السيارات الرياضية الفاخرة، أو سوبركارز.

## تاريخ
استغرق تطوير العلامة التجارية دابليو موتورز سبع سنوات. شاركت العديد من الشركات الأروبية في تطوير العلامة منها كاروزيريا فيوتي، ماغنا ستير، روف أوتوموبيل، ستوديوتورينو. وبلغت الاستثمارات الأولية 13 مليون دولار أمريكي، والتي جاء معضمها من البنك اللبناني الخاص أف أف أي، الذي أصبح أحد أصحاب المصلحة في الشركة. مؤسس دابليو موتورز رالف دباس لديه درجة الماجستير في تصميم السيارات.
تأسست دابليو موتورز في لبنان في مايو 2012.

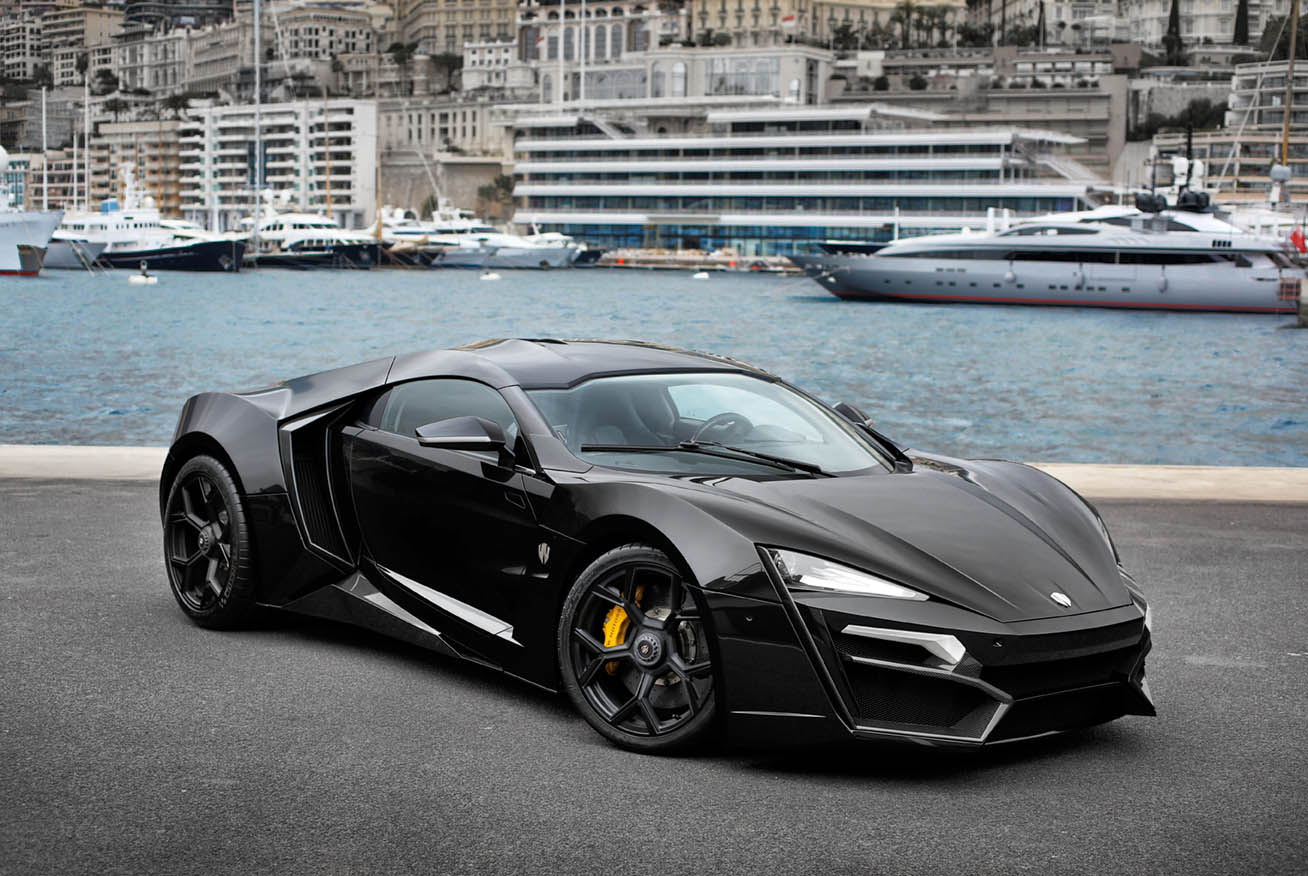
ليكان، هيبيرسبورت، صورة مأخوذة، بالقرب من بوابة، هيرقل، في موناكو

أطلقت «دبليو موتورز» أول نموذج أولي لها، وهو «لايكان هايبرسبورت» في معرض قطر الدولي للسيارات في يناير 2013. وبعد ذلك بوقت قصير، نقلت الشركة مقرها الرئيسي إلى دبي في دولة الإمارات العربية المتحدة.
أيضا في عام 2013، أمرت يونيفرسال ستوديوز بصنع عشرة من  لايكن هيبرسبورت لتظهر في فيلم فوريوس 7؛ هي أغلى سيارة ظهرت في أفلام فاست أند فوريس، النماذج التي ظهرت على الشاشة لم تكن مصنوعة من ألياف الكربون أو مرصعة بالماس كما أنها لا تحوي أي لمسات فاخرة. عرض أول نموذج من لايكن هايبرسبورت  قبل الإنتاج في معرض دبي الدولي للسيارات في 5 أكتوبر 2013.
أما الأماكن الأخرى التي عرضت فيها السيارة هي معرض دبي الدولي للقوارب في الإمارات العربية المتحدة. متحف السيارات التاريخية، والخيالية، والكلاسيكية في الكويت. كوهين وكونيل في ماربيا، إسبانيا.
كان نموذج لايكن هايبرسبورت جاهزا للسير على الطريق في توب ماركيس موناكو في أبريل 2014. أصبحت لايكن هيبرسبورت متاحة رسميا للبيع في ديسمبر 2014. والذي يقتصر رسميا على 7 وحدات، ويبلغ سعر هيبرسبورت 3.4 مليون دولار ويتم تصنيعها في تورينو، إيطاليا.
أعلن مؤسس الشركة دباس في أبريل 2015 أن دابليو موتورز ستفتتح أكاديمية تصميم السيارات، مدرسة دابليو للتصميم، في عام 2017. كذلك في أبريل 2015، سيعرض فيلم فيوريوس 7 لأول مرة، والذي يضم لايكن هايبرسبورت.
بروجكت كارز، هي لعبة فيديو سباق السيارات وسباق المحاكاة التي وضعتها استوديوهات سلايتلي ماد ووزعت من قبل بانداي نامكو إنترتينمنت، أصدرت ليكان هيبرسبورت كأول محتوى للتحميل (دي أل سي) سيارة في مايو 2015. اعتبارا من عام 2016، كما تم تضمين هيبرسبورت لايكن في أحد عشر لعبة فيديو أخرى، بما في ذلك دريف كلوب وفورزا موتورسبورت 6 في يناير 2016.
وفي يونيو 2015، اشترت قوة شرطة أبوظبي سيارة لايكن هايبرسبورت.

## حاضر
دابليو موتورز لديها فريق تصميم السيارات مكون من ثلاثة أشخاص اعتبارا من عام 2012، وجميعهم خريجي فرع تصميم وسائل النقل في جامعة كوفنتري. وتدير الشركة العديد من المرافق في أوروبا، مع مرافق إنتاجها الرئيسية في تورينو، إيطاليا، كما تعاونت مع شركاء وموردين دوليين في صناعة السيارات، بما في ذلك ماغنا ستير، ستوديوتورينو، روف أوتوموبيل، نوفاسيس إنجغنيريا، أي دي فور موشن،  وجامعة طوكيو في والميدان التقني، وفرانك مولر للساعات، وكوينتيسنتيالي في مجال الرفاهية.
أما النموذج الثاني للشركة، هو فينير سوبيرسبورت، الذي ظهر لأول مرة في نوفمبر 2015. وكذلك ستنتج طرازين من سيارات الدفع الرباعي، التي سيتم بناؤها في الإمارات العربية المتحدة ولديها نطاق سعري يتراوح بين 200 و 300 ألف دولار أمريكي، حيث ستظهر لأول مرة في أبريل 2016، في معرض بكين الدولي للسيارات. ومن المقرر إطلاق سيارة سيدان، التي لم يعلن إسمها بعد، لأول مرة في 2015 أو 2016؛ وسوف يكون سعرها 200,000 دولار في التجزئة.
تخطط شركة دبليو موتورز لنقل مصانعها ومرافقها الصناعية إلى ميناء جبل علي في دولة الإمارات العربية المتحدة في وقت ما من عام 2016. ومن المتوقع أن ينتج المصنع أكثر من 200 سيارة سنويا بحلول عام 2017، عندما يبدأ إنتاج سيارات السيدان وسيارات الدفع الرباعي. وسوف تكون أول منشأة لتصنيع السيارات في المنطقة مع البحث والتطوير في الموقع، بما في ذلك مسار الاختبار.

## النماذج

### لايكن هايبر سبورت

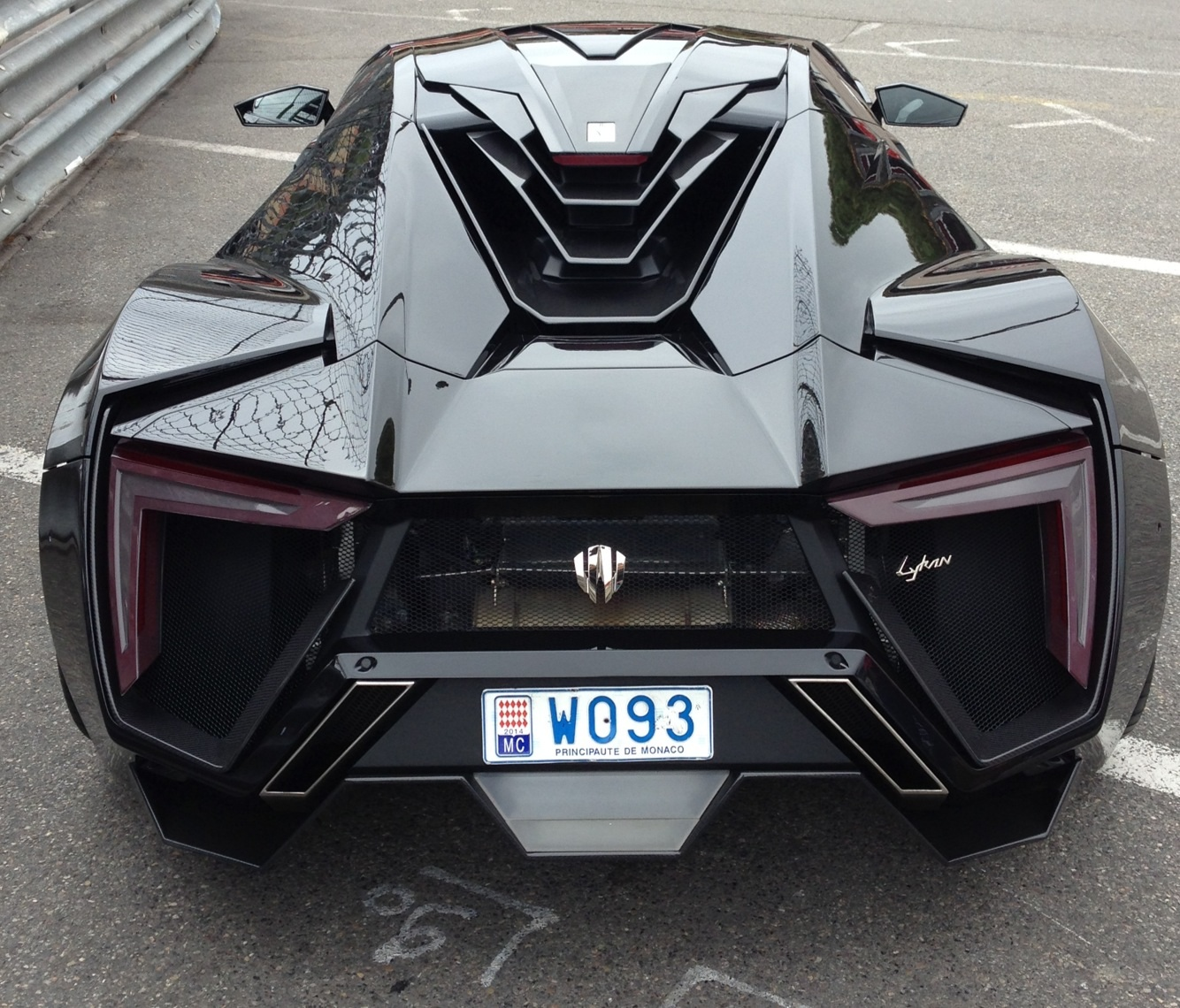
لايكن هايبرسبورت من الخلف

إن محرك لايكن هايبرسبورت محرك مسطح مزدوج الأسطوانات سعة 3.7 لتر (3746 سم مكعب) من طراز توين توربو، ويصل إلى 552 كيلوواط (770 حصان) و 960 نيوتن متر (708 رطل · قدم) من عزم الدوران، 100 كم / ساعة في 2.8 ثانية مع سرعة قصوى تصل إلى 395 كم / ساعة (245 ميلا في الساعة). وتتميز بنظام عرض الهولوغراف مع الحركة التفاعلية والتفاعل عن طريق اللمس. المصابيح الأمامية ليد تتكون من شفرة التيتانيوم المرصع بالماس والمصابيح الخلفية مع الياقوت، وخدمة الكونسيرج على مدار 24 ساعة وتتوفر أيضا من كوينتيسنتيالي.

### فينير سوبرسبورت
في عام 2013، أعلنت «دبليو موتورز» أنها ستقوم بتصنيع خط سوبركارز الثاني، الذي تم الكشف عنه في وقت لاحق على أن تكلفته 1.85 مليون دولار. مع إنتاج يقتصر على 25 وحدة في السنة، والتركيز بشكل خاص على الأداء العالي وسرية أكثر في التفاصيل الفاخرة بالمقارنة مع تلك التي توجد لايكن هيبرسبورت معروفة. وستتميز سيارة فينير سوبرسبورت بشاحن توربيني مزدوج بسعة 4.0 لتر مع 900 حصان (670 كيلووات و 910 بس) و 810 رطل · قدم (1100 نيوتن متر)، مع وقت أداء 0-60 ميل في الساعة لمدة 2.7 ثانية، أعلى سرعة أكثر من 245 ميلا في الساعة، وسوف يكون وزن السيارة ما يقرب من 1200 كج. تم الكشف عن فينير سوبرسبورت في معرض دبي الدولي للسيارات 2015.
يتم تطوير فينير سوبرسبورت بالتنسيق مع برنامج سباق السيارات الصديقة للبيئة التي تدعمها كويميرا، الشركة المصنعة للسيارات الكهربائية. وستستخدم نسخة سباقات سوبرسبورت، وهي سيارة فينير سوبرسبورت أش أس أف، ما تسميه «دبليو موتورز» ب «وقود صناعي هجين» وتكون محايدة الكربون. لم يتم الكشف عن المناطق الداخلية للسيارة بعد.

### السيدان الفاخرة
ومن المقرر أن يتم إنتاج سيارة السيدان التي لم يكشف عن اسمها في عام 2016. وسيتم إنتاج ما يقدر بنحو 100 سيارة سيدان سنويا، تبلغ تكلفة كل منها حوالي 50,000.00 دولار أمريكي. وكان من المقرر أن يكون العرض الأول لسيارة السيدان في معرض فرانكفورت للسيارات في سبتمبر 2015.ومن غير المعروف إذا كان سيتم الإفراج عن هذا النموذج.

### السيارة الرياضية الفاخرة
إثنين من نماذج سيارات الدفع الرباعي التي لم يتم ذكر اسمها بعد، والتي سيتم بناؤها في دولة الإمارات العربية المتحدة ولديها نطاق سعري يتراوح بين 200-300 ألف دولار أمريكي، حيث ستظهر لأول مرة في أبريل 2016، في معرض بكين الدولي للسيارات. نموذج واحد فقط سيكون سيارة رياضية يتم التركيز فيها على السرعة، في حين تم تصميم النموذج الآخر ليكون «سيارة فاخرة على الطرق الوعرة.» وبخلاف طرازات هيبرسبورت وسوبرسبورت الأكثر تميزا، تخطط شركة دابليو موتورز لإنتاج أكثر من 100 وحدة من طرازات سيارات الدفع الرباعي في السنة، مع وقت أقصر في تسليم السيارات الرياضية المخصصة. ومن غير المعروف ما إذا كان سيتم الإفراج عن هذه النماذج.

### لايكن رودستر
سيتم بيع ثلاثة فقط من لايكن رودسترس القادمة من أصل 5، كما سيتم استخدام 2 منها في الاختبارات حيث ستحطم في تكساس سبيد وي. ومن غير المعروف إذا كان سيتم الإفراج عن هذا النموذج.